# Remídio Monai
Remídio Monai é um ex-político brasileiro, do estado de Roraima.
Foi eleito deputado federal em 2014, para a 55.ª legislatura (2015-2019), pelo Partido da República. Como deputado federal, votou a favor do Processo de impeachment de Dilma Rousseff. Já durante o Governo Michel Temer, votou a favor da PEC do Teto dos Gastos Públicos. Em abril de 2017 foi favorável à Reforma Trabalhista. Em agosto de 2017 votou contra o processo em que se pedia abertura de investigação do presidente Michel Temer, ajudando a arquivar a denúncia do Ministério Público Federal.